# أوجان (شاخن)
أوجان (بالفارسية: اوجان) هي مستوطنة تقع في إيران في قسم شاخن الريفي. يقدر عدد سكانها بـ 834 نسمة بحسب إحصاء 2016.